# Kodreti
Kodreti – wieś w Słowenii, w gminie Komen. W 2018 roku liczyła 44 mieszkańców.